# LightWave 3D
LightWave 3D, kurz LightWave, ist eine von der Firma NewTek entwickelte 3D-Grafiksoftware zum Modellieren, Rendern und Animieren von Effekten, die in der Film- und Serienproduktion sowie in der Spieleentwicklung benötigt werden. LightWave 3D ist eines der ältesten eingesetzten Programme seiner Art.

## Historie
LightWave wurde ursprünglich im Jahre 1990 als Teilstück des zur damaligen Zeit als zukunftsweisendes Produkt angesehenen Video Toaster in Kombination mit der passenden Hardware – anfänglich eine Zusatzkarte für den Amiga 2000, später als separates Gerät – auf dem Markt angeboten. 1994 wurde LightWave portiert, sodass es fortan nativ unter AmigaOS (Commodore), Mac OS – später folgte auch eine Version für Mac OS X (Apple) – Windows (Intel- und Alpha-Versionen) und IRIX (SGI) lief. Der Renderer ScreamerNet wurde zusätzlich auf Linux portiert. 1995 wurde das Programm erstmals für Windows-PCs mit Intel-Prozessor portiert. 2018 fügten die Entwickler ein System, das PBR (Physically Based Rendering) verwendet, hinzu, das das veraltete Rendering-System ersetzte, aber untypischerweise nicht auf einer Grafikkarte auszuführen war. Die Entwicklerfirma von Lightwave wurde 2019 von der norwegischen Firma Vizrt gekauft. Im Jahr 2020 erschien die bisher letzte Version von Lightwave 3D, die einige technische Verbesserungen mit sich brachte. Im April 2023 wurde LightWave von der neu gegründeten Firma LightWave Digital gekauft.

## Einsatz in Filmen und Serien
Die Software wurde in vielen internationalen Produktionen zur Generierung und Modellierung der dort benötigten Spezialeffekte eingesetzt. Hierunter fallen auszugsweise die Filme 300, Iron Man, und Avatar. Des Weiteren fand LightWave seinen Platz in den Serienproduktionen des Franchise Star Trek, hier insbesondere in den Serien Enterprise, Deep Space Nine und Voyager sowie in der amerikanischen Kinderserie Ni hao, Kai-lan.